# Virginia Military Institute football 1873
La stagione 1873 dei VMI Keydets football rappresentà la prima stagione di college football per il Virginia Military Institute.  L'unica gara approntata fu la sconfitta patita a Lexington contro Washington & Lee con il punteggio di 4-2 Non si conosce, se ve ne è stato uno, il nome dell'allenatore.

## Schedule
| Sconosciuta          |  | Washington & Lee* | Lexington, VA | L 2-4 |
| *Gare non-conference |  |                   |               |       |